# Koun Ejō
Koun Ejō (孤雲懐奘?; 1198 – 1280) è stato un monaco buddista giapponese, considerato l'erede diretto del maestro Eihei Dōgen e il secondo patriarca della scuola Zen Sōtō.
La sua formazione comprese molte delle scuole esistenti ai tempi: Tendai, Shingon, e Terra Pura; egli cominciò a praticare Zen nel sangha della Daruma shu di Kakuan, successore di Nōnin, ma per un certo periodo riuscì anche ad addestrarsi nel Kenninji di Eisai.
Fu però solo con Dōgen che la sua ricerca fu soddisfatta con il risveglio. Egli, dapprima ne divenne discepolo e intimo amico, e successivamente ne divenne il successore, riconosciuto da tutti i monasteri esistenti della scuola Sōtō.
Oltre a questo, Ejō è ricordato per essere coautore dello Shōbōgenzō Zuimonki, una raccolta di discorsi informali tenuti da Dōgen, che gli raccolse durante la sua formazione. Il fedele successore di Dōgen è una delle figure più citate nel  Denkōroku, il primo scritto importante prodotto nella scuola Sōtō dopo i testi del fondatore della Sōtō, nel quale il racconto di come ottenne la trasmissione del Dharma viene usato come kōan finale, che arricchisce la raccolta di biografie.
A causa della sua carenza di pratica in Cina, dovuta ad un addestramento condotto esclusivamente sotto la guida di maestri giapponesi, e della propria scarsa dimestichezza con le pratiche cinesi, largamente usate invece dai maestri Rinzai che stavano allora cominciando a farsi notare negli ambienti della corte imperiale e del governo dello shōgun, Ejō dovette lottare duramente per mantenere il ruolo di abate di Eihei-ji ereditato da Dōgen. Egli riconobbe la trasmissione del Dharma ad altri discepoli del proprio maestro, che gli sarebbero tutti successi alla guida del monastero:  Jakuen, Gikai, Gien e Giin. Nonostante questo, Ejō fallì nel designare un successore in grado di prendere la guida della comunità dopo di lui, e questo contribuì ad aggravare la lotta di potere conosciuta come sandai sōron che rischiò di spaccare la neonata scuola Sōtō appena poco tempo dopo la sua formazione.

## Biografia

### I primi anni
Koun Ejō nacque nel 1198 di nobile origine, come rampollo del potente clan Fujiwara.
Nei suoi primi anni fu educato a Kyoto, ma già a vent'anni viene inviato all'Enkaku-ji sul monte Hiei per studiare il Buddismo Tendai.
Nel 1215, Ejō viene ordinato monaco e tre anni dopo, prende i voti di Bodhisattva sotto la guida del maestro Ennō.
Pur avendo voluto approfondire ulteriormente le dottrine Tendai e Shingon, ad un certo punto rimase insoddisfatto dai metodi di entrambe le scuole, e lasciò il monte Hiei per essere accolto dalla comunità dell'eremo Ōjō-in (ora noto come Giō-ji) del Buddismo della Terra Pura, sotto la guida di Zennebō Shōku, un discepolo di Hōnen. 
Questo cambio di percorso radicale ed improvviso ha origine con l'ammonimento della madre, a cui lui era molto affezionato, che, preoccupata per il figlio che lavorava nel monastero Tendai con la sola ambizione di scalarne la gerarchia ed essere riconosciuto come un sacerdote di prestigio, gli ricordò il valore e gli obiettivi per cui lei lo aveva voluto in monastero: ottenere la liberazione e vivere in frugalità, lontano dai desideri mondani. È forse proprio questo monito che lo spinse ad abbandonare una scuola prestigiosa con una dottrina intellettuale per una scuola popolare, più rivolta ai bisogni delle persone umili e ad una fede che probabilmente riteneva più semplice e più genuina.
Insoddisfatto anche dalla pratica della Terra Pura, Ejō lasciò l'Ojo-in tra il 1222 e il 1223 per unirsi alla Daruma Shu, fondata da Dainichibō Nōnin circa dieci anni prima della sua nascita. Egli chiese di essere ammesso quindi nella comunità di Tonomine, presso Nara, gestita dal discepolo Kakuan. Tra i discepoli della scuola dedicata a Bodhidharma, Ejō si fece notare come un praticante esperto, ma riuscì a praticare per poco tempo prima che, nel 1228, alcuni discepoli di una scuola Tendai rivale appiccarono un incendio nei locali del monastero di Kakuan. Tutti i seguaci della comunità vennero così dispersi, ed Ejō decise di tornare nella città natale, Kyoto.

### Il primo incontro con Dōgen
Dopo la dispersione del sangha di Kakaun, a Kyoto, tra il 1228 e il 1229, Ejō incontrò la prima volta Dōgen nel Kennin-ji, dove il futuro fondatore della scuola Sōtō cominciò a praticare con il maestro Eisai dopo il suo ritorno dalla Cina. Può darsi che Ejō fosse stato convinto a cercare il giovane monaco giapponese spinto dal proprio impatto del suo primo lavoro, il Fukanzazengi. Secondo il Denkōroku, i due uomini discussero a lungo delle rispettive esperienze con lo Zen.
Alla fine del confronto, Ejō si convinse che la natura delle esperienze di Dōgen fosse superiore alla propria, e chiese quindi all'amico di diventare il suo maestro. Dōgen però declinò a causa della mancanza di un luogo dove entrambi potessero praticare adeguatamente.
Altre fonti testimoniano invece che Ejō, dopo il primo incontro, non fosse convinto dalla filosofia di Dōgen e lasciò invece l'incontro frustrato. Sarebbe stato solo dopo un secondo incontro che egli avrebbe richiesto a Dōgen di diventare un suo discepolo. Successivamente, Ejō probabilmente tornò a Tonomine per vivere con il maestro Kakuan, che però presto si ammalò gravemente e morì attorno al 1234. Fu allora che Ejō si recò al tempio che Dōgen aveva fondato, nel frattempo, presso Uji, vicino a Kyoto, il Kannon-dōri-in (presto cambiato in  Kōshōhōrin-ji), dove riuscì finalmente a farsi accettare dal suo nuovo maestro.

### Ordinazione presso il Kōshōhōrin-ji
Avendo affrontato un anno di noviziato nel nuovo tempio di Dōgen, Ejō venne quindi adottato come discepolo e ordinato nel neonato lignaggio il 
15 Agosto 1235. Poco tempo dopo, egli già prese parte nella progettazione del sōdō (僧堂? sala di meditazione) del monastero.
È riportato che fu in questo periodo che Ejō raggiunse il proprio risveglio, grazie alla lettura da parte di Dōgen di un kōan che esponeva questa domanda: "Come fa un pelo a penetrare molti buchi?". In accordo con Dairyō Gumon, che scrisse non prima del XVII secolo, Ejō ricevette la trasmissione del Dharma da Dōgen subito dopo quest'evento. Il mese seguente, Ejō venne nominato shuso (首座? capo monaco).
Da questo periodo, fonti storiche contemporanee come il Denkōroku concordano che Ejō venne ritenuto come l'erede legittimo di Dōgen, e che diventò presto il proprio più stretto assistente, inseparabile, sempre un passo dietro al proprio maestro.
Durante i suoi primi anni al  Kōshōhōrin-ji, Ejō cominciò a raccogliere gli insegnamenti di Dōgen in quello che sarebbe conosciuto come Shōbōgenzō zuimonki.. Egli scrisse il lavoro in un giapponese volgare e quotidiano invece che nel cinese letterario dei tempi. Ai nostri giorni, esso viene considerato uno dei lavori di Dōgen più facilmente comprensibile, nonostante gli argomenti affrontati sembrino riflettere gli interessi del proprio successore.
Durante questo periodo, si ammalò gravemente anche la madre a cui Ejō doveva la propria conversione e dopo poco morì anche lei. L'erede di Dōgen si recò a visitarla, riservandosi sei giorni di assenza nel ritiro invernale. Poco tempo dopo il suo ritorno, egli fu informato del peggioramento delle condizioni della madre malata e che sarebbe morta a breve. Ma nonostante questo decise di non tornare al suo fianco, decidendo invece di osservare rigidamente le regole monastiche — come forse lei stessa avrebbe voluto dal figlio.

### Trasferimento ad Echizen
Nell'estate del 1243, Ejō lasciò con Dōgen e altri suoi discepoli il Kōshōhōrin-ji per Echizen dopo che  Hatano Yoshishige, un magistrato del luogo, offrì terreno e protezione per la fondazione di un nuovo monastero. Quest'offerta venne accolta dal sangha di Dōgen con gioia anche a causa delle tensioni continue con la comunità Tendai di Kyoto che minacciavano una pratica costante  Prima che la costruzione del nuovo monastero fosse completata, i monaci rimasero ai templi Kippō-ji e Yamashibu.
In questo periodo, Ejō continuò a servire Dōgen e a raccogliere ed ordinare i testi per quella che sarebbe diventata l'"opera omnia" del proprio maestro: lo Shōbōgenzō (da non confondere Shōbōgenzō zuimonki già menzionato). Inoltre, lo assistette nella progettazione del nuovo monastero, che nell'estate del 1244 si chiamava Daibutsu-ji e vedeva il proprio hattō (法堂? sala del Dharma) completato.
Nel Giugno del 1246, il nome del tempio fu cambiato con quello con cui è noto fino ai nostri giorni: il Padiglione della Pace Eterna, Eihei-ji.
Nei primi anni di attività di questo secondo monastero, Ejō fu impegnato in molte delle responsabilità per la gestione della vita quotidiana della comunità che vi aveva preso luogo. Allo stesso tempo, lavorò alla stesura dei testi Eihei kōroku (La raccolta estesa di Eihei) e Eihei shingi (I puri criteri di Eihei), aiutato dai discepoli Gien e Sene.

### La morte di Dōgen e il ruolo di Ejō come abate di Eihei-ji
Nel 1247, Ejō accompagnò Dōgen a Kamakura, allora capitale del governo giapponese, per una visita di sei mesi in cui avrebbero insegnato ad Hōjō Tokiyori, il bakufu, reggente dello shogunato. Essi ritornarono a Eihei-ji nel 1248.
In questo periodo, Ejō continuava a raccogliere i sermoni del maestro, che aumentarono nel corso degli anni.
Nell'autunno del 1252, Dōgen si ammalò gravemente. Aspettando la morte, nell'estate del 1253, il vecchio maestro affidò gli incarichi di Ejō a Tettsū Gikai e nominò Ejō secondo abate di Eihei-ji. 
Dopo aver disposto quest'ultima incombenza, Dōgen partì per Kyoto per cercare una cura, ma morì in pochi giorni dopo il suo arrivo, il 28 Agosto, lasciando Ejō unica guida dell'Eihei-ji. 
Il primo atto del nuovo abate, fedele alla memoria dell'amico e maestro, sarebbe stato di costruire una pagoda in onore del fondatore di Eihei-ji, dove a tutt'oggi riposano le sue ceneri.
Da abate, Koun Ejō tentò di mantenere le regole e le abitudini del proprio monastero come erano state fino ad allora, ma sfortunatamente non era dotato del carisma e delle abilità di comando del proprio maestro, e non riuscì per questo a gestire efficacemente le difficoltà che trovò con quelli che ai tempi erano suoi compagni di studi e di pratica nella Daruma Shu e che ora si trovava a guidare come discepoli, che lo vedevano, nonostante tutto, come un proprio pari, non tenendo conto dell'autorità che spettava al suo ruolo.
I problemi aumentarono successivamente nel momento in cui lo stesso Ejō si trovò a dover scegliere a sua volta un proprio successore. Nonostante sapesse bene che Dōgen vedeva un discepolo preminente per questo ruolo in Tettsū Gikai, egli rimase scettico su questa scelta a causa della sua mancanza di compassione nelle sue interazioni con gli altri monaci e per la sua intenzione di reintrodurre nella nuova scuola di Dōgen quegli aspetti sincretici e quei rituali della scuola di Nonin che il fondatore aveva a suo tempo rigettato, per una pratica maggiormente dedita alla meditazione. 
Nonostante questo, nel Gennaio del 1256 Ejō nominò formalmente Gikai come proprio erede dopo avergli fatto promettere di conservare gli insegnamenti di Dōgen sopra ogni altro. Poi, Ejō fece partire il proprio nuovo erede per un pellegrinaggio verso gli altri templi Zen giapponesi, perché approfondisse ulteriormente la propria comprensione. Gikai approfittò dell'occasione per spingere il proprio viaggio di studio fino in Cina, da cui tornò nel 1262.

### L'inizio delsandai sōrone la dipartita di Ejō
Il ritorno di Gikai dalla Cina segnò l'inizio di quella che è conosciuta come la "disputa della terza generazione" o sandai soron, uno scisma che avrebbe diviso il sangha di Dōgen tra chi riconosceva Gikai come successore, e con esso la sua intenzione di introdurre riti esterni agli insegnamenti del maestro e chi invece, come Giun, era favorevole al mantenimento di una linea coerente con gli insegnamenti del fondatore, rispettandone l'integrità. 
Giacché Gikai era interessato all'architettura e aveva riportato dalla Cina i progetti dei templi che aveva trovato nel corso del viaggio, Ejō gli permise di amministrare i progetti degli edifici in costruzione all'Eihei-ji. Ma nel 1267, Ejō si ammalò gravemente e decise di ritirarsi da abate, lasciando a Gikai il proprio posto. Il vecchio abate si ritirò poco lontano, ma venne comunque considerato con il titolo di todoi o abate emerito, e come tale venne considerato e frequentato. Due monaci, Bussō e Dōson, dissero di avere raggiunto una realizzazione sotto la sua guida proprio in questo periodo di ritiro. La sua salute, lontano da Eihei-ji e dalle sue tensioni, migliorò in poco tempo.
Nel frattempo, Gikai divenne profondamente impopolare all'Eihei-ji. Nonostante assicurasse Ejō del contrario, egli mise in atto un tentativo di riforma delle pratiche del monastero centrale di Dōgen secondo le sue convinzioni, cosa che venne considerata un affronto agli insegnamenti del fondatore, e introdusse l'uso di rituali Shingon che Dōgen aveva espressamente condannato. In più, si dedicò ad espandere gli aspetti esteriori del monastero, non tenendo conto della preferenza per uno stile spartano e frugale di chi aveva iniziato a costruirlo.
Invece di affrontare una rivolta, decise di ritirarsi anch'egli da abate, rifugiandosi nel tempio Shingon di Daijoji dove continuò a proporre un insegnamento sincretico tra la dottrina locale e lo Zen che aveva appreso. Quindi, nel 1272, venne richiesto ad Ejō di ritornare alla guida di Eiheiji. Egli lavorò per riconciliare le fazioni nel sangha, ma invano.
Nel 1280 si ammalò nuovamente e si preparò alla morte, dando disposizione che non fosse costruita una pagoda per lui, ma di seppellire le sue ceneri accanto alla pagoda del maestro ed amico che aveva servito per anni.
Dopo la sua morte, non emerse nessun leader autorevole che potesse guidare la comunità, e diversi dei vecchi discepoli di Dōgen, tra cui in particolare Gikai e Gien, si scontrarono reclamando il diritto di succedere all'erede di Dōgen.